# Спортивна (станція метро, Харків)
«Спортивна» — 6-та станція Харківського метрополітену. Розташована на Холодногірсько-Заводській лінії між станціями «Левада» та «Заводська». Відкрита 23 серпня 1975 року.

## Технічна характеристика
Односклепінна станція мілкого закладення з острівною прямою платформою.

## Колійний розвиток
Станція без колійного розвитку.

## Дизайн
Станція розташована біля найбільшого в Харкові стадіону «Металіст», що відбилося на її інтер'єрі, який нагадує великий спортивний зал.
Проект був розроблений архітекторами Юрієм Плаксієвим та Володимиром Співачуком у проектному інституті «Харківметропроєкт».
Найпримітнішою особливістю станції є склепіння, внутрішня поверхня якого вперше в практиці українського метробудування виконана з бетонних об'ємних елементів. Трикутні піраміди цих елементів утворюють на поверхні склепіння систему поперечних і діагональних швів. Поперечні шви підкреслюють геометрію склепіння і підкреслюють конструктивну основу станції. Діагональні шви ще більш розширюють простір залу. Кожен з 6200 залізобетонних блоків важить 100 кг.
Рівномірно розкидані по склепінню точкові світильники дають цікаву картину гри світла і тіні, підкреслюючи архітектурну пластику склепінчастого перекриття. Враження нарядності підсилює контраст білого склепіння з блискучим чорним лабрадоритовим облицьовуванням колійних стін. На підлозі з полірованих плит червоного граніту, уздовж країв платформи — зубчаті лінії з світлого каменя. Доповнюють інтер'єр набрані з чорних плит узбекистанського мармуру поручні сходів, що ведуть у вестибюлі.
У 2009 році, на честь відкриття оновленого стадіону «Металіст», станцію було перефарбовано з використанням кольорів футбольного клубу «Металіст» — жовто-блакитні діагональні смуги на стелі.

## Перехід
У 1995 році станція «Спортивна» стала пересадною. Перехід на станцію «Метробудівників» має досить складну конфігурацію. Потік пасажирів тут роздільний — перехід у напрямку «Спортивна — Метробудівників» починається в центрі посадкової платформи, по сходах спускається вниз, і, роблячи вигин, виходить до ескалатора. Через декілька десятків метрів за ескалатором, пасажиропотоки з'єднуються. Стрічний перехід, у напрямку «Метробудівників — Спортивна», виходить безпосередньо до східного вестибюля «Спортивної». При будівництві був використаний східний підземний перехід станції, три виходи з якого було закрито і розібрано. Фактично вся південна частина східного переходу стала частиною переходу із станції «Метробудівників» на станцію «Спортивна». У невеликих «кишенях», утворених колишніми виходами, зараз знаходяться магазини, а раніше один з них був сполучений з виходом станції «Метробудівників». У самому переході стояли касові автомати. Північна частина колишнього переходу має окремий пропускний пункт. Вона також сполучена з підземним переходом станції «Метробудівників».

## Місцезнаходження
Неподалік від станції розташовані один з найбільших ринків міста — Кінний і автостанція № 3, з якою відправляються приміські автобуси Вовчанського і Зміївського напрямків, а також міжміський маршрут "Харків — Шебекіно.

## Галерея

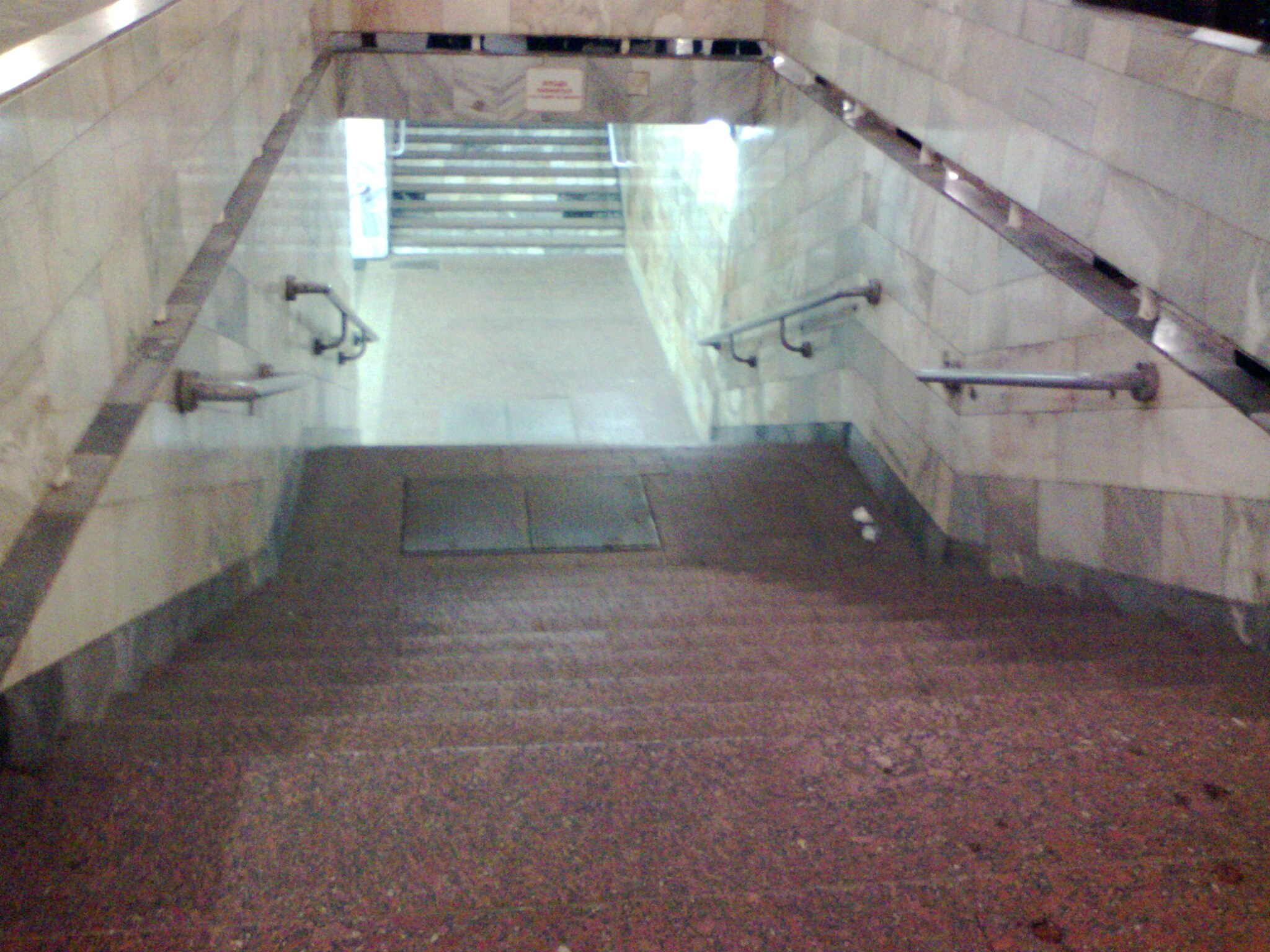
Перехід на станцію «Метробудівників»